# E-CRIS.SR
 (енгл. CRIS - Current Research Information Systems) информациони је систем о истраживачкој делатности у Србији са међусобно повезаним базама података о истраживачима, истраживачким организацијама и истраживачким пројектима усаглашен са препорукама CERIF-а (енгл. Common European Research Information Format). Захваљујући повезаности са информационим системом COBISS.SR омогућен је и непосредан увид у библиографије истраживача.
У јуну 2020. године у систему су унети подаци за 11806 истраживача, 305 истраживачких организација, 934 истраживачка одељења и 777 истраживачких пројеката.

## Историјат
Узимајући у обзир препоруке CERIF-а који одређује структуру података о истраживачким пројектима, препоруке за истраживачке организације, одељења и истраживаче Институт информацијских знаности из Марибора развио је веб апликацију E-CRIS.SR. Крајем 2005. године Универзитетска библиотека „Светозар Марковић“ из Београда припремила је датотеке са подацима о наставницима и сарадницима 16 факултета Универзитета у Београду. Из тих датотека урађена је прва конверзија података о истраживачима из Србије у E-CRIS.SR, па се као почетак рада националног информационог система о истраживачкој делатности узима 2006. година.
Крајем 2016. године инсталирана је нова верзија програмске опреме E-CRIS.SR, V3.2, са додатним исписом резултата претраживања у JSON формату.